# 邮轮母港

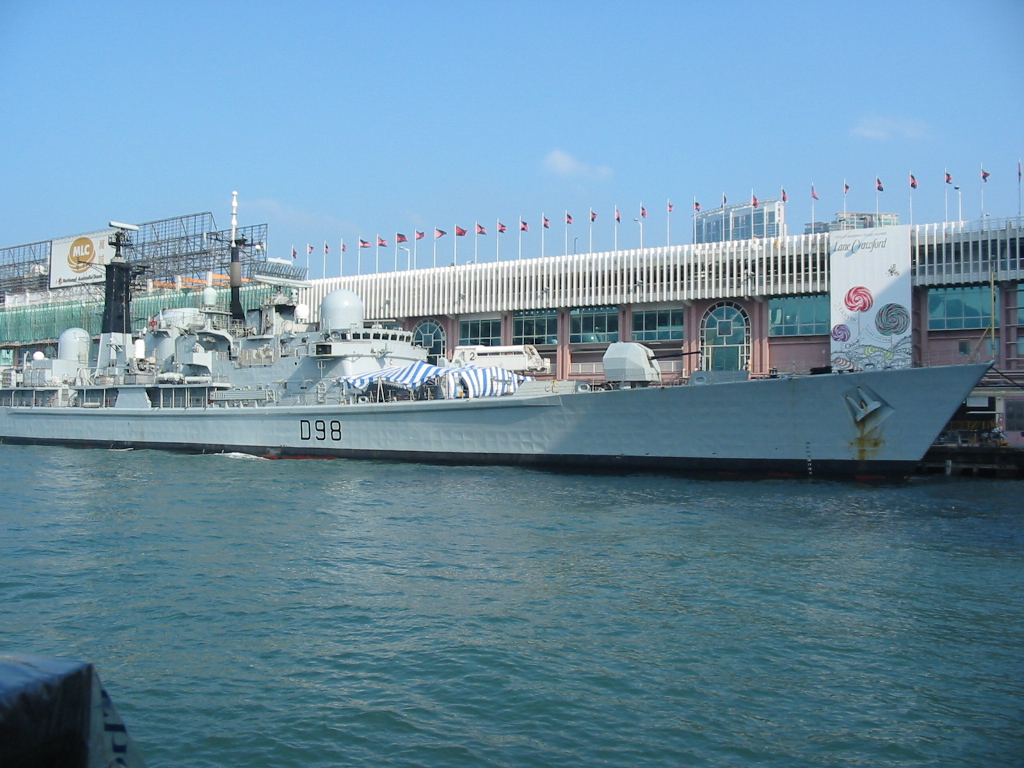
香港海運大廈

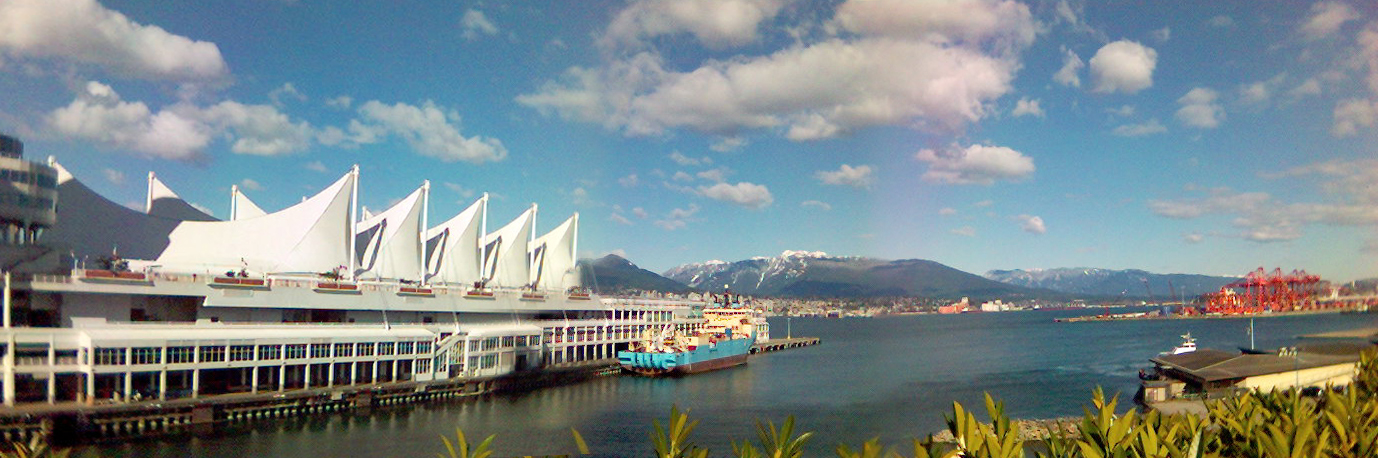
溫哥華加拿大廣場

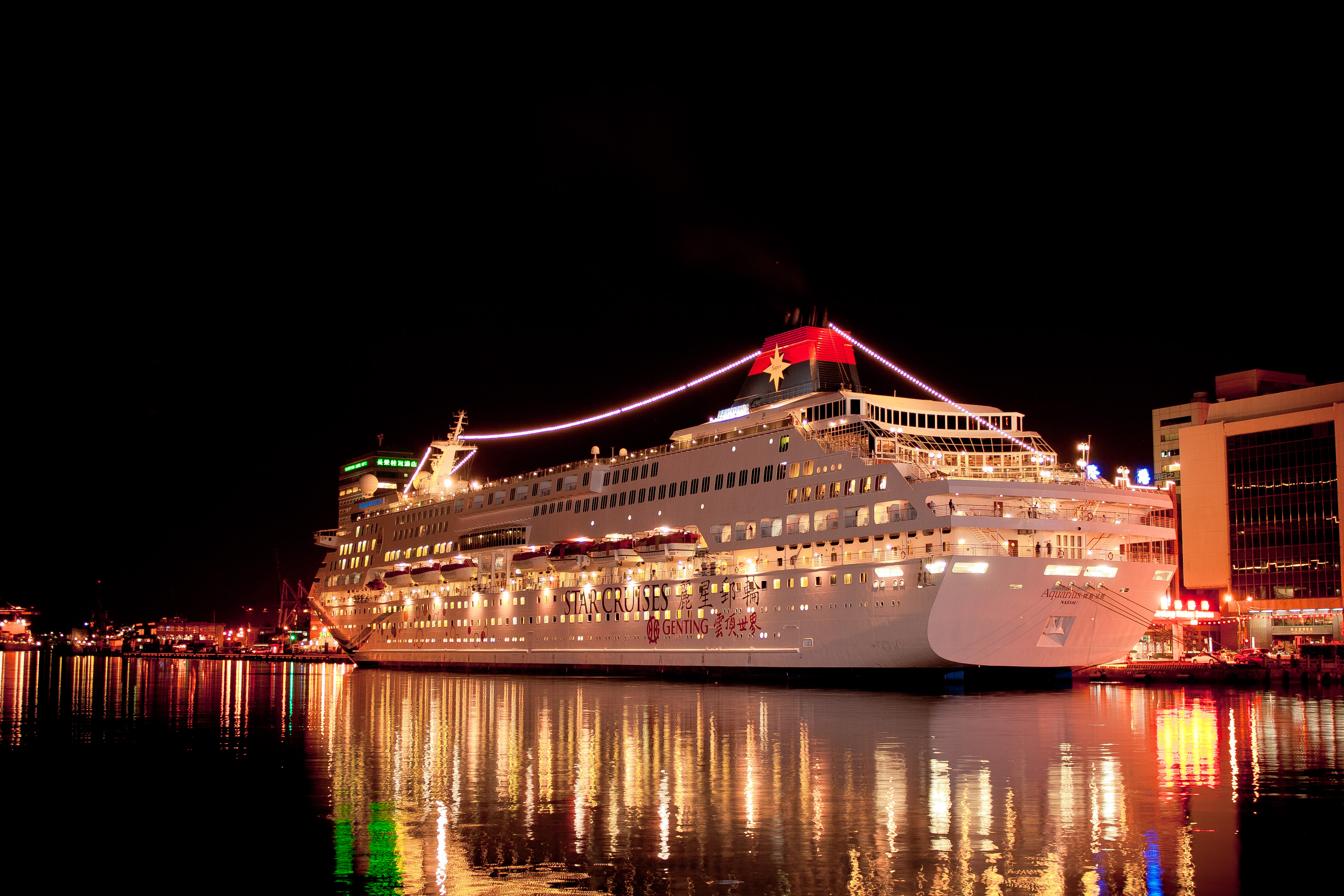
基隆港東岸碼頭

邮轮母港是游輪和遠洋客輪使用的规模较大、服务功能较为完备和城市邮轮相关产业集聚度较高的始发港，是邮轮公司的运营基地，除具备始发港基本功能外，还应具备邮轮维修保养、邮轮公司运营管理等功能。邮轮母港一般擁有較大規模的碼頭和客运楼（服務大型游輪和遠洋客輪的碼頭和客運樓經常合稱為“郵輪碼頭”。历史上“邮轮母港”主要指水深足够停泊大型远洋定期船（远洋邮轮），并拥有支持远洋定期航线所需的后勤设施的大型客运港口，例如英国的利物浦、南安普顿，德国的汉堡，美国的纽约，亚洲的香港、上海、横滨等。随着1958年以后大型喷气客机逐渐取代远洋定期船的客运功能，当代的“邮轮母港”主要转为由游轮使用。目前（2019年）唯一运营定期航线的远洋邮轮（皇家邮轮玛丽皇后二号）主要使用的港口是英国的南安普敦港的各客运码头和美国纽约港的布鲁克林客运码头。
现在世界上使用量最大的邮轮母港是美国佛罗里达州的迈阿密港，因此此港自称为“世界游轮之都”。排名第二的是同在佛罗里达州的劳德代尔堡大沼泽地港，第三则是波多黎各的圣胡安港。
中国大陆习惯将游轮码头冠名为“XX邮轮母港”，这类用法特指某一码头及附近陆上设施，例如客运楼，而不是整个港口。由于一个港口是否是邮轮母港取决于游轮公司是否选择将其作为母港（英語：homeport）使用，因此拥有名为“邮轮母港”的码头的港口也不一定是实际上的邮轮母港。

## 郵輪碼頭的特點
- 水深
- 港寬
- 附近有旅遊景點
- 交通方便：例如有停車場、的士站、穿梭巴士、火車站、地鐵等。

## 各國家／地區的邮轮母港
（括号内为主要邮轮码头）
- 中華人民共和國：上海港（吴淞口国际邮轮港、上海港國際客運中心）、天津港（天津國際郵輪母港）、青岛港（青岛邮轮母港）、厦门港（廈門國際郵輪母港）、三亚港（三亞鳳凰島國際郵輪母港）、南沙港（廣州南沙郵輪母港）
- 香港：维多利亚港（海運大廈、啟德郵輪碼頭）
- 臺灣：高雄港、基隆港
- 日本：横滨港、神户港
- 新加坡：新加坡港（新加坡濱海灣郵輪中心）
- 美國：纽约港（纽约布魯克林郵輪碼頭、曼哈顿邮轮码头，新泽西自由角邮轮码头）、波士顿港、西雅图港、迈阿密港、劳德代尔堡大沼泽地港、卡納維爾港、旧金山港、新奥尔良港
- 英国：南安普敦港（远洋码头、五月花码头、城市码头、伊丽莎白皇后二号码头）、多佛港
- 加拿大：温哥华港（加拿大廣場）